# Броненосци
 Тази статия е за разреда животни.  За вида кораб вижте Броненосец.  
Броненосците (Cingulata) са разред животни от клас Бозайници (Mammalia). Той включва едно съществуващо днес семейство - Броненосцови (Dasypodidae) - както и изчезналите семейства Glyptodontidae и Pampatheriidae.
Съвременните броненосци достигат маса 45 kg, но изчезналите видове са значително по-едри — до 200 kg в семейство Pampatheriidae и над 2000 kg в семейство Glyptodontidae.

## Семейства
- Dasypodidae – Броненосцови
- † Glyptodontidae
- † Pampatheriidae